# Ylure
Un ylure est une espèce chimique moléculaire neutre et dipolaire dont un atome possède une charge formelle négative (il s'agit souvent d'un atome de carbone, la molécule étant dans ce cas un carbanion) tandis qu'un atome adjacent, de nature différente (généralement d'azote, de phosphore ou de soufre), possède une charge formelle positive, ces deux atomes ayant chacun leur octet complet d'électrons de valence. Les zwitterions diffèrent des ylures en ce que les charges opposées y sont portées par des atomes non adjacents.

## Mésomère ylène
De nombreux ylures ont été décrits dans une forme mésomère à liaison π appelée forme ylène. C'est le cas, par exemple, des ylures de phosphore, dont les deux formes mésomères sont présentées ci-dessous en équilibre (A et B représentent des substituants quelconques sur ce schéma) :

## Ylures de phosphore
Les phosphoranes de formule générique (R3)P=C(R'R"), communément appelés ylures de phosphore, sont très utilisés notamment dans la réaction de Wittig pour former des alcènes substitués en libérant de l'oxyde de triphénylphosphine :